# Clarence Kea
Clarence Kea, né le 2 janvier 1959 à Wilmington en Caroline du Nord, est un joueur américain de basket-ball.

## Biographie

### Son parcours aux États-Unis (1976-1983)
Le robuste pivot du collège de Hannover rejoint la National Collegiate Athletic Association (NCAA) en 1976. Clarence Kea porte alors le maillot de Lamar University jusqu'à la saison 1979-1980. C'est alors qu'il est choisi au 8e tour, en tant que 169e choix par les Dallas Mavericks lors de la draft 1980. Très vite, il doit comme beaucoup de jeunes se plier aux exigences de la NBA et doit s'exiler en Continental Basketball Association (CBA) dès sa première saison, en 1980-1981, dans le monde professionnel. Clarence Kea termine cette saison chez les Lenigh Valley Jets. Il prouve dès sa première saison en CBA qu'il est un joueur de haut niveau en étant élu parmi le deuxième meilleur cinq de la ligue. La saison suivante, les Dallas Mavericks le récupère mais il est immédiatement « coupé » (rupture de contrat) le 23 décembre 1981. Clarence Kea choisit finalement de revenir en CBA, sous le maillot des Anchorage Northern Knights. Il dispute une nouvelle saison en CBA, chez les Detroit Spirits (1982-1983) où il termine meilleur rebondeur de la saison 1982-1983 et termine champion de la CBA avec les Detroit Spirits, saison où il est encore élu parmi le deuxième cinq majeur de la CBA. Clarence Kea démontre dans cette ligue son talent de rebondeur avec 12,7 rebonds en 1980-1981, 9,7 en 1981-1982 et 13,8 en 1982-1983 mais aussi de marqueur : 21,6 points en 1980-1981, 14,1 en 1981-1982 et 17,2 en 1982-1983.

### Son parcours en Europe (1983-1994)
À peine la saison terminée en CBA, Clarence Kea tente l'expérience européenne en allant jouer les play-offs de la LegA en 1983 avec l'équipe de Banco di Roma. Il est alors champion d'Italie. Kea continue lors de la saison 1983-1984 avec la Banco di Roma  et remporte le titre champion d'Europe grâce à une victoire 79 à 73 face au FC Barcelone. Puis en 1984, il rejoint l'Hapoël Holon, en Israël et revient en Italie lors de la saison 1985-1986, à Udine. Finalement, Clarence Kea retrouve de la stabilité durant deux saisons, de 1986 à 1988, sous le maillot du Cercle Saint-Pierre Limoges. Kea participe à une finale de coupe Korać en 1987, termine une fois vice-champion de France en 1987 mais remporte surtout en 1988, trois trophées : celui de champion de France, le tournoi des As et la coupe des Vainqueurs de Coupes. Enfin, il est le meilleur rebondeur de N1A avec le CSP lors de la saison 1986-1987. La saison 1988-1989, il retrouve le championnat italien avec la Firenze Florence où il joue jusqu'en 1991. Clarence Kea joue ensuite en Espagne à Murcia lors de la 1991-1992 puis à Ourense la saison suivante. En Espagne, Kea est élu à deux reprises meilleur rebondeur d'Espagne en 1992 et 1993 ainsi qu'une fois, meilleur défenseur d'Espagne en 1993. La carrière de Clarence Kea s'achève en Turquie, à Ulker Istanbul, en 1993, à cause d'une blessure.

### Sa retraite (depuis 1994)
Depuis 1997, il devient entraîneur adjoint de l’équipe féminine de l’université Lamar (NCAA).

## Palmarès
- 1982-1983: Champion de CBA avec Detroit
- 1982-1983: Champion d’Italie Ligue 1 avec Rome
- 1982-1983: Champion d’Europe avec Rome
- 1983-1984: Champion d’Europe avec Rome
- 1986-1987: Finaliste de la Coupe Korać avec Limoges
- 1986-1987: Vice-champion de France Pro A avec Limoges
- 1987-1988: Champion de France Pro A avec Limoges
- 1987-1988: Vainqueur de la Coupe de France avec Limoges CSP
- 1987-1988:  Vainqueur de la Coupe d’Europe des Vainqueurs de Coupe avec Limoges

## All-Star Game
- 1982-1983: Participe au CBA All-Star d’Albany
- 1984-1985: Participe au Lega All-Star de Rome
- 1986-1987: Participe au LNB All-Star de Limoges

## Nominations et distinctions
- 1980-1981: Membre de la CBA All-League (2e équipe)
- 1982-1983: Élu meilleur rebondeur de CBA
- 1982-1983: Membre de la CBA All-League (2e équipe)
- 1986-1987: Élu meilleur rebondeur de N1A
- 1991-1992: Élu meilleur rebondeur de Liga ACB
- 1992-1993: Élu meilleur rebondeur de Liga ACB
- 1992-1993: Élu meilleur défenseur de Liga ACB